# Эбботт и Костелло

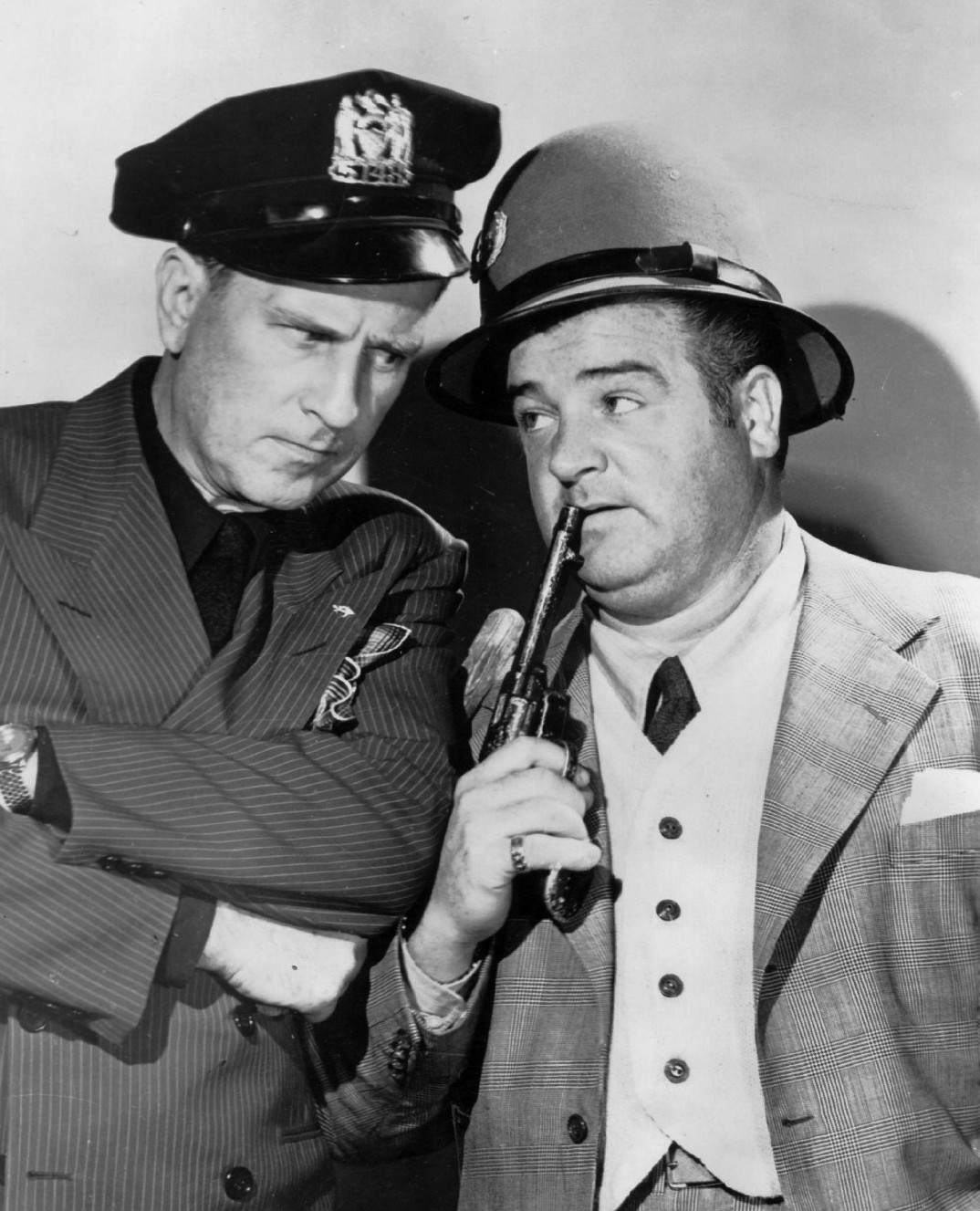
Эбботт и Костелло

Эбботт и Костелло (англ. Abbott and Costello) — американский комедийный дуэт. Бад Эбботт (1895—1974) и Лу Костелло (1906—1959) начали сниматься в кино в начале 1940-х годов, много выступали на радио и телевидении в 1940-е и 1950-е годы. Их программа «Эбботт и Костелло» — одна из самых популярных и долговечных синдицированных программ; многие телекомпании показывают её и сегодня. Дуэт распался в 1957 году в связи с ухудшением здоровья «человека-динамо-машины» Лу Костелло, умершего два года спустя.

## Фильмы про Эбботта и Костелло
Через дробь указаны названия фильмов на русском языке / в оригинале и роли Костелло / Эбботта соответственно
- 1940 — Одна ночь в тропиках / One Night in the Tropics — Костелло / Эбботт
- 1941 — Рядовые / англ. Buck Privates — Герби Браун / Сликер Смит
- 1941 — На флоте / In the Navy — Померой Ватсон / Смоки Адамс
- 1941 — Задержите это привидение / англ. Hold That Ghost — Фердинанд Джоунс / Чак Мюррэй
- 1941 — Пусть они летят / англ. Keep 'Em Flying — Хитчклифф / Блэки Бенсон
- 1942 — Загони их, ковбой / англ. Ride 'Em Cowboy — Уиллоуби / Дюк
- 1942 — Рио Рита / Rio Rita — Уиши Данн / Док
- 1942 — Извините за мой саронг / англ. Pardon My Sarong — Веллингтон Флаг / Элджи Шоу
- 1942 — Кто это сделал? / Who Done It? — Мервин Милгрим / Чик Ларкин
- 1943 — Это не соломинка / англ. It Ain't Hay — Уилбур Хулиган / Гровер Макридж
- 1943 — Бей по льду / Hit the Ice — Табби Маккой / Флэш Фалтон
- 1944 — В обществе / англ. In Society — Альберт Мэнсфилд / Эдди Гаррингтон
- 1944 — Потерянные в гареме / англ. Lost in a Harem — Харви Гарви / Питер Джонсон
- 1945 — Сюда идут студентки / Here Come the Co-Eds — Оливер Квакенбуш / Слэтс Маккарти
- 1945 — Шальные девяностые / англ. The Naughty Nineties — Себастьян Динвидди / Декстер Броадхёрст
- 1945 — Эбботт и Костелло в Голливуде / Abbott and Costello in Hollywood — Аберкомби / Базз Картис
- 1946 — Маленький великан / англ. Little Giant — Бенни Миллер / Джон Моррисон и Том Чандлер
- 1946 — Время их жизни / англ. The Time of Their Lives — Горацио Прим / Катберт и доктор Гринуэй
- 1947 — Рядовые возвращаются домой / англ. Buck Privates Come Home — Герби Браун / Сликер Смит
- 1947 — Тоскующая вдова из Вэгон-Гэпа / англ. The Wistful Widow of Wagon Gap — Честер Вули / Дюк Эган
- 1948 — Петля висит высоко / англ. The Noose Hangs High — Томми Хинчклифф / Тед Хиггинс
- 1948 — Эбботт и Костелло встречают Франкенштейна / Abbott and Costello Meet Frankenstein — Уилбур Грэй / Чик Янг
- 1948 — Мексиканское катание на возу / англ. Mexican Hayride — Джо Бэском и Хамфри Фиш / Гарри Ламберт
- 1948 — 10 000 детей и полицейский / англ. 10,000 Kids and a Cop (документальная короткометражка)
- 1949 — Африка зовёт / англ. Africa Screams — Стэнли Ливингтон / Базз Джонсон
- 1949 — Эбботт и Костелло встречают убийцу Бориса Карлоффа / англ. Abbott and Costello Meet the Killer, Boris Karloff — Фредди Филлипс / Кэйси Эдвардс
- 1950 — Эбботт и Костелло в Иностранном легионе / Abbott and Costello in the Foreign Legion — Лу Хотчкисс / Бад Джонс
- 1951 — Эбботт и Костелло встречают человека-невидимку / Abbott and Costello Meet the Invisible Man — Лу Франсис / Бад Александр
- 1951 — Поход вокруг горы / англ. Comin' Round the Mountain — Уилберт Смит / Эл Стюарт
- 1952 — Джек и бобовый стебель / Jack and the Beanstalk — Джек / мистер Динклепасс
- 1952 — Потерянный на Аляске / англ. Lost in Alaska — Джордж Белл / Том Ватсон
- 1952 — Эбботт и Костелло встречают капитана Кидда / Abbott and Costello Meet Captain Kidd — Оливер Джонсон / Роки Стоунбридж
- 1953 — Эбботт и Костелло отправляются на Марс / Abbott and Costello Go to Mars — Орвилль / Лестер
- 1953 — Эбботт и Костелло встречают доктора Джекилла и мистера Хайда / Abbott and Costello Meet Dr. Jekyll and Mr. Hyde — полицейский Табби / полицейский Слим
- 1955 — Эбботт и Костелло встречают полицейских из Кистоуна / Abbott and Costello Meet the Keystone Kops — Уилли Пайпер / Гарри Пирс
- 1955 — Эбботт и Костелло встречают мумию / Abbott and Costello Meet the Mummy — Костелло (в титрах указан как Фредди Франклин) / Эбботт (в титрах указан как Пит Паттерсон)
- 1956 — Потанцуй со мной, Генри / англ. Dance with Me, Henry — Лу Генри / Бад Флик
- 1959 — 30-футовая невеста из Кенди-Рока / англ. The 30 Foot Bride of Candy Rock — Арти Пинсеттер / —
- 1965 — Мир Эбботта и Костелло / англ. The World of Abbott and Costello — — / —

## Шоу Эбботта и Костелло (1952—1953) (эпизоды)
1. Другстоур
2. Кабинет дантиста
3. Тюрьма
4. Освобождение
5. День рождения
6. Аляска
7. Продавец пылесосов
8. Армейская история
9. Кастрюли и сковороды
10. Ярмарка благотворительности
11. Вестерн
12. Замок с привидениями
13. Мир и тишина
14. Голодные
15. Поклонник музыки
16. Политика
17. Реслинг
18. Взяли на работу
19. Бинго
20. День рождения Хиллари
21. Телевидение
22. Лас Вегас
23. Маленькая старая леди
24. Дом актёра
25. Жулики из полицейского управления
26. Сафари
27. Бумажный голод
28. Визит дяди Боззо
29. В свете
30. Страховка на жизнь
31. Истребитель чумы
32. Убийственная жёнушка
33. Скряга
34. Юг Дикси
35. Из кровати в ещё более худшую сторону
36. Наш специальный телевизионный приз - 1000$
37. Амнезия
38. Эффективный специаист
39. Кошачьи неприятности
40. Разыскивается жена
41. Дядя из Нью-Джерси
42. Частный глаз
43. Опять налоги
44. Враг народа
45. Банк задерживается
46. Хорошее масло
47. Простак
48. Дом денег открывается при полной луне
49. Мастер за ограждением
50. Абсолютная красота
51. Падение девушки
52. Парикмахер Лу
53. Лу совершает падение специально для Руби